# Біллі Крудап
Біллі Крудап (англ. Billy Crudup, повне ім'я Вільям Гейтер Крудап, англ. William Gaither Crudup; нар. 8 липня 1968, Мангассет, Нью-Йорк) — американський актор театру, кіно та телебачення.

## Життєпис
Народився 8 липня 1968 року у місті Мангассет, штат Нью-Йорк, в родині Томаса Генрі Крудапа-третього і Джорджани Гейтер, де був другим з трьох синів (його брати Томмі і Брукс обидва стали продюсерами). В числі його предків по батьковій лінії конгресмен Джосая Крудап (1791—1872) з Північної Кароліни. Пізніше батьки розлучилися, а потім знову одружилися и так само розлучилися. В дитинстві жив у Техасі та Флориді, де 1986 року закінчив середню освіту у школі Св. Форми Аквінського у Форт-Лодердейлі. Потім навчався в Університеті Північної Кароліни в Чапел-Гілл, де отримав ступінь бакалавра мистецтв, а також у Школі мистецтв Тіша при Нью-йоркському університеті, де 1994 року здобув ступінь магістра витончених мистецтв.
1995 року отримав премію Театральний світ у категорії Найкращий актор за роль у бродвейській постановці п'єси «Аркадія» Тома Стоппарда. Тоді ж почав зніматися у кіно, успішно зігравши у фільмах «Ті, що сплять» (1996) Баррі Левінсона, «Країна пагорбів і долин» (1998) Стівена Фрірза, «Майже знамениті» (2000) Кемерона Кроу та «Велика риба» (2003) Тіма Бертона. 1999 року озвучив принца Ашітаку в англомовній версії «Принцеси Мононоке» Міядзакі. 2006 року у драматичному трилері Роберта де Ніро «Хибна спокуса» виконав роль Арчі Камінгса, прототипом якого став Кім Філбі. Того ж року знявся у фільмі «Місія нездійсненна 3» Джей Джей Абрамса. 2009 року зіграв супергероя Доктора Мангеттена у стрічці «Хранителі» Зака Снайдера та директора ФБР Дж. Едгара Гувера у «Джонні Д.» Майкла Манна. Наступного року з'явився у ролі чоловіка головної героїні у фільмі «Їсти молитися кохати» Раяна Мерфі за однойменним романом Елізабет Ґілберт. 2011 року зіграв президента Федерального резервного банку Нью-Йорка Тімоті Гайтнера у телефільмі «Занадто крутий для невдачі» виробництва HBO.
2007 року отримав премію Тоні як найкращий актор у п'єсі за роль Віссаріна Белінського у бродвейській постановці «Берег Утопії» Тома Стоппарда.
2020 року нагороджений преміями Еммі та Вибір телевізійних критиків як найкращий актор другого плану у драматичному серіалі за роль Корі Еллісона у серіалі «Ранкове шоу». 2024 року знову отримав премію Еммі за цю ж роль у цій же категорії.

## Особисте життя
Із 1996-го по листопад 2003 року Крудап перебував у стосунках з акторкою Мері-Луїз Паркер. Паркер була на сьомому місяці вагітності, коли Крудап покинув її заради акторки Клер Дейнс. Їхній син, Вільям Аттікус Паркер, народився у січні 2004 року. Крудап і Дейнс розійшлися 2006 року. Із 2017 року актор перебував у стосунках з акторкою Наомі Воттс, з якою офіційно одружився у червні 2023 року.

## Фільмографія
| Рік       |    | Українська назва                   | Оригінальна назва              | Роль                                 |
| --------- | -- | ---------------------------------- | ------------------------------ | ------------------------------------ |
| 1996      | ф  | Ті, що сплять                      | Sleepers                       | Томмі Маркано                        |
| 1996      | ф  | Всі кажуть, я тебе кохаю           | Everyone Says I Love You       | Кен Ріслі                            |
| 1997      | ф  | Колесо долі                        | Grind                          | Едді                                 |
| 1997      | ф  | Вигадане життя Ебботів             | Inventing the Abbots           | Джейсі Холт                          |
| 1998      | ф  | Доносчик                           | Monument Ave.                  | Тедді Тіммонс                        |
| 1998      | ф  | Без обмежень                       | Without Limits                 | Стів Префонтейн                      |
| 1998      | ф  | Країна пагорбів і долин            | The Hi-Lo Country              | Піт Колдер                           |
| 1999      | мф | Принцеса Мононоке                  | もののけ姫                     | Асітака (голос в англомовній версії) |
| 1999      | ф  | Син Ісуса                          | Jesus' Son                     | FH                                   |
| 2000      | ф  | Пробуджуючи мерців                 | Waking the Dead                | Філдінг Пірс                         |
| 2000      | ф  | Майже знамениті                    | Almost Famous                  | Рассел Геммонд                       |
| 2001      | ф  | Мандрівник світом                  | World Traveler                 | Кел                                  |
| 2001      | ф  | Шарлотта Грей                      | Charlotte Gray                 | Жульєн Леваде                        |
| 2003      | ф  | Велика риба                        | Big Fish                       | Вілл Блум                            |
| 2003      | ф  | Краса по-англійськи                | Stage Beauty                   | Нед Кінастон                         |
| 2005      | ф  | Довірся чоловікові                 | Trust the Man                  | Тобі                                 |
| 2006      | ф  | Місія нездійсненна 3               | Mission Impossible 3           | Джон Масгрейв                        |
| 2006      | ф  | Хибна спокуса                      | The Good Shepherd              | Арчі Камінгс                         |
| 2007      | ф  | Присвята                           | Dedication                     | Генрі Рот                            |
| 2008      | ф  | Пташка                             | Pretty Bird                    | Кертіс Прентіс                       |
| 2009      | ф  | Хранителі                          | Watchmen                       | Джон Остермен / доктор Мангеттен     |
| 2009      | ф  | Джонні Д.                          | Public Enemies                 | Дж. Едгар Гувер                      |
| 2010      | ф  | Їсти молитися кохати               | Eat Pray Love                  | Стівен                               |
| 2011      | тф | Занадто крутий для невдачі         | Too Big to Fail                | Тімоті Гайтнер                       |
| 2011      | ф  | Тонкий лід                         | Thin Ice                       | Ренді Кінні                          |
| 2012      | ф  | Сусіди на стрьомі                  | The Watch                      | Пол                                  |
| 2013      | ф  | Кровні узи                         | Blood Ties                     | Френк П'єржинський                   |
| 2014      | ф  | Без керма                          | Rudderless                     | Сем Меннінг                          |
| 2014      | ф  | Найдовший тиждень                  | The Longest Week               | Ділан Тейт                           |
| 2014      | ф  | Скляне підборіддя                  | Glass Chin                     | Кук                                  |
| 2015      | ф  | Стенфордський тюремний експеримент | The Stanford Prison Experiment | доктор Філіп Зімбардо                |
| 2015      | ф  | У центрі уваги                     | Spotlight                      | Ерік Макліш                          |
| 2016      | ф  | Молодь в Орегоні                   | Youth in Oregon                | Браян Глісон                         |
| 2016      | ф  | Джекі                              | Jackie                         | журналіст                            |
| 2016      | ф  | Жінки 20-го століття               | 20th Century Women             | Вільям                               |
| 2017      | ф  | Чужий: Заповіт                     | Alien: Covenant                | Крістофер Орам                       |
| 2017      | ф  | Ліга Справедливості                | Justice League                 | доктор Генрі Аллен                   |
| 2017      | с  | Циганка                            | Gipsy                          | Майкл Голловей (10 епізодів)         |
| 2019      | ф  | Після весілля                      | After the Wedding              | Оскар Карлсон                        |
| 2019—2023 | с  | Ранкове шоу                        | The Morning Show               | Корі Еллісон (20 епізодів)           |
| 2019      | ф  | Де ти поділась, Бернадетт?         | Where You Go, Bernadette?      | Елджи Бренч                          |
| 2021      | ф  | Ліга справедливості Зака Снайдера  | Zack Snyder's Justice League   | доктор Генрі Аллен                   |
| 2021      | ф  | Пристрасть і перестрілка           | Die in a Gunfight              | оповідач                             |
| 2023      | с  | Привіт завтра!                     | Hello Tomorrow!                | Джек Біллінгс                        |
| 2025      | ф  | Джей Келлі                         | Jay Kelly                      |                                      |

## Нагороди
- 1995 — Премія Кларенса Дервента за найкращу чоловічу роль другого плану.
- 1995 — Премія Театральний світ найкращому акторові (Аркадія).
- 2007 — Срібний ведмідь за видатний внесок у мистецтво (Берлінський міжнародний кінофестиваль) у складі акторського ансамблю фільму «Хибна спокуса».
- 2007 — Премія Тоні за найкращу чоловічу роль у п'єсі (Берег Утопії).
- 2016 — Премія Гільдії кіноакторів США за найкращий акторський склад в ігровому кіно (У центрі уваги).
- 2020 — Премія Вибір телевізійних критиків за найкращу чоловічу роль другого плану у драматичному серіалі (Ранкове шоу).
- 2020 — Премія Еммі (Прайм-тайм) за найкращу чоловічу роль другого плану у драматичному серіалі (Ранкове шоу).
- 2024 — Премія Еммі (Прайм-тайм) за найкращу чоловічу роль другого плану у драматичному серіалі (Ранкове шоу).